# 吉岡心平
吉岡 心平（よしおか しんぺい、1954年 - 2021年3月30日）は、貨物鉄道・貨車の研究家である。
横浜生まれ。高校時代より貨車、特に私有貨車を中心に研究活動を行い、生涯に渡って研究をつづけた。鉄道友の会では貨車部会の中心的人物であった。特定非営利活動法人貨物鉄道博物館の設立に尽力し、2003年の開館後は役員・館長を務めた。
職業人としては、1972年、大学の工学部応用化学科に進学。慶應義塾大学大学院工学研究科応用化学専攻博士課程前期修了を経て、東芝に就職し、研究開発に従事、2010年退職。

## 研究活動
ネコ・パブリッシングが発行する鉄道雑誌『Rail Magazine』の119号（1993年8月号）より「プロフェッサー吉岡の私有貨車セミナー」の連載を開始し、約20年にわたり継続した。この連載をきっかけにRMポケット『プロフェッサー吉岡の私有貨車図鑑』が発刊されたほか、「RM LIBRARY」シリーズにおいても2021年3月時点で貨車を題材に9テーマ16冊を執筆していた。
「私有貨車セミナー」連載第1回では三岐鉄道所有のホッパ車であるホキ3000形が掲載されたが、三岐鉄道の貨車を研究していた南野哲志はこの連載をきっかけに吉岡と出会い、連載第1回の三岐鉄道ホキ3000形について2000年頃に吉岡に質問を行い回答を得た。南野はこれを機に吉岡が主宰する貨車研究活動に加わり、貨物鉄道博物館では同館の常務理事となった。

## タ2000形タ2001

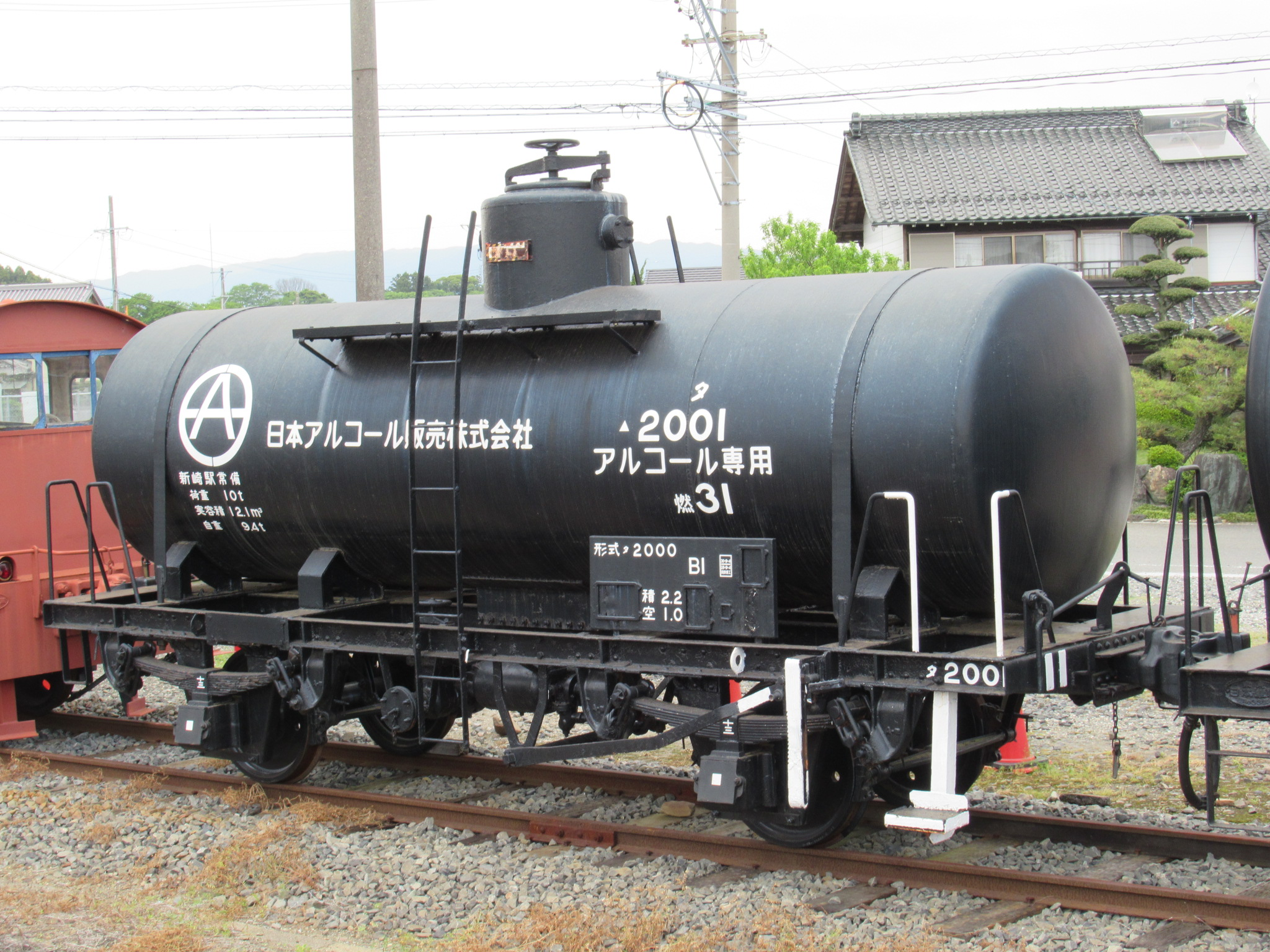
国鉄タ2001　貨物鉄道博物館

貨物鉄道博物館に展示されているタ2000形タ2001は吉岡が購入し貸与したものである。

## 著書
- 吉岡心平『よみがえる貨物列車』株式会社学研パブリッシング、2012年、ISBN 978-4-05-405322-9
- 吉岡心平『プロフェッサー吉岡の私有貨車図鑑』ネコ・パブリッシング、1997年、ISBN 978-4-7770-0583-3
- 吉岡心平『プロフェッサー吉岡の私有貨車図鑑（復刻増補）』　ネコ・パブリッシング、2008年、 ISBN 978-4-7770-0583-3
- 吉岡心平『3軸貨車の誕生と終焉（戦前編）』（初版）ネコ・パブリッシング〈RM LIBRARY 8〉、2000年3月1日。ISBN 4-87366-196-X。
- 吉岡心平『3軸貨車の誕生と終焉（戦後編）』（初版）ネコ・パブリッシング〈RM LIBRARY 9〉、2000年4月1日。ISBN 4-87366-198-6。
- 吉岡心平『大物車のすべて（上）』（初版）ネコ・パブリッシング〈RM LIBRARY 91〉、2007年3月1日。ISBN 978-4-7770-5195-3。
- 吉岡心平『大物車のすべて（中）』（初版）ネコ・パブリッシング〈RM LIBRARY 92〉、2007年4月1日。ISBN 978-4-7770-5196-0。
- 吉岡心平『大物車のすべて（下）』（初版）ネコ・パブリッシング〈RM LIBRARY 93〉、2007年5月1日。ISBN 978-4-7770-5200-4。
- 吉岡心平『国鉄コンテナのすべて（上）』（初版）ネコ・パブリッシング〈RM LIBRARY 121〉、2009年9月1日。ISBN 978-4-7770-5264-6。
- 吉岡心平『国鉄コンテナのすべて（下）』（初版）ネコ・パブリッシング〈RM LIBRARY 122〉、2009年10月1日。ISBN 978-4-7770-5265-3。
- 吉岡心平『有蓋ホッパ車のすべて（上）』（初版）ネコ・パブリッシング〈RM LIBRARY 140〉、2011年4月1日。ISBN 978-4-7770-5306-3。
- 吉岡心平『有蓋ホッパ車のすべて（下）』（初版）ネコ・パブリッシング〈RM LIBRARY 141〉、2011年5月1日。ISBN 978-4-7770-5307-0。
- 吉岡心平『無蓋ホッパ車のすべて（上）』（初版）ネコ・パブリッシング〈RM LIBRARY 151〉、2012年3月1日。ISBN 978-4-7770-5322-3。
- 吉岡心平『無蓋ホッパ車のすべて（下）』（初版）ネコ・パブリッシング〈RM LIBRARY 152〉、2012年4月1日。ISBN 978-4-7770-5323-0。
- 吉岡心平『控車のすべて』（初版）ネコ・パブリッシング〈RM LIBRARY 221〉、2018年1月1日。ISBN 978-4-7770-5420-6。
- 吉岡心平『黄帯を巻いた貨車』（初版）ネコ・パブリッシング〈RM LIBRARY 232〉、2018年12月1日。ISBN 978-4-7770-5436-7。
- 吉岡心平『白帯を巻いた貨車』（初版）ネコ・パブリッシング〈RM LIBRARY 237〉、2019年7月20日。ISBN 978-4-7770-5453-4。
- 吉岡心平『無蓋車の本（上） - 国鉄制式無蓋車の系譜 -』（初版）ネコ・パブリッシング〈RM LIBRARY 244〉、2020年8月1日。ISBN 978-4-7770-5465-7。
- 吉岡心平『無蓋車の本（下） - 国鉄制式無蓋車の系譜 -』（初版）ネコ・パブリッシング〈RM LIBRARY 245〉、2020年9月1日。ISBN 978-4-7770-5466-4。

## 著作
- ネコ・パブリッシング『レイルマガジン』吉岡心平「保存版 記号別貨車図鑑」1996年2月号 vol.149